# Йоан Папалис
Йоан (на гръцки: Ιωάννης, Йоанис) е гръцки духовник, пръв валовищки митрополит от 1967 до 2001 година.

## Биография
Роден е в 1914 година в тесалийското градче Казаклар с фамилията Папалис (Παπάλης). Завършва богословие в Атинския университет в 1951 година, в същата година е ръкоположен за дякон и за презвитер. Работи като проповедник в Самоската митрополия. На 7 юни 1967 г. е ръкоположен за валовищки митрополит. Умира на 8 октомври 2001 година.